# Novafroneta vulgaris
Novafroneta vulgaris là một loài nhện trong họ Linyphiidae.
Loài này thuộc chi Novafroneta. Novafroneta vulgaris được A. David Blest miêu tả năm 1979.